# Sü Pej-chung
Sü Pej-chung (čínsky pchin-jinem Xú Bēihóng, znaky zjednodušené 徐悲鸿, tradiční 徐悲鴻, 19. července 1895 I-sing, provincie Ťiang-su – 26. září 1953 Peking) byl první významný čínský malíř, který ve svém umění uplatňoval prvky západního malířství.
Studoval v Japonsku a na několika místech v Evropě. Roku 1928 se vrátil do Číny a byl profesorem malby v Nankingu a poté v Pekingu. Jeho nejznámějším tématem jsou cválající koně, chápaní i jako alegorie znovu nabyté síly čínského národa.